# Список астероїдів (21201—21300)
| Назва                         | Тимчасове позначення | Дата відкриття    | Місце відкриття                               | Відкривач                          |
| ----------------------------- | -------------------- | ----------------- | --------------------------------------------- | ---------------------------------- |
| (21201) 1994 PO18             | 1994 PO18            | 12 серпня 1994    | Обсерваторія Ла-Сілья                         | Ерік Вальтер Ельст                 |
| (21202) 1994 PW19             | 1994 PW19            | 12 серпня 1994    | Обсерваторія Ла-Сілья                         | Ерік Вальтер Ельст                 |
| (21203) 1994 PP20             | 1994 PP20            | 12 серпня 1994    | Обсерваторія Ла-Сілья                         | Ерік Вальтер Ельст                 |
| (21204) 1994 PH26             | 1994 PH26            | 12 серпня 1994    | Обсерваторія Ла-Сілья                         | Ерік Вальтер Ельст                 |
| (21205) 1994 PV27             | 1994 PV27            | 12 серпня 1994    | Обсерваторія Ла-Сілья                         | Ерік Вальтер Ельст                 |
| (21206) 1994 PT28             | 1994 PT28            | 12 серпня 1994    | Обсерваторія Ла-Сілья                         | Ерік Вальтер Ельст                 |
| (21207) 1994 PH29             | 1994 PH29            | 12 серпня 1994    | Обсерваторія Ла-Сілья                         | Ерік Вальтер Ельст                 |
| (21208) 1994 PW29             | 1994 PW29            | 12 серпня 1994    | Обсерваторія Ла-Сілья                         | Ерік Вальтер Ельст                 |
| (21209) 1994 PO30             | 1994 PO30            | 12 серпня 1994    | Обсерваторія Ла-Сілья                         | Ерік Вальтер Ельст                 |
| (21210) 1994 PA31             | 1994 PA31            | 12 серпня 1994    | Обсерваторія Ла-Сілья                         | Ерік Вальтер Ельст                 |
| (21211) 1994 PP36             | 1994 PP36            | 10 серпня 1994    | Обсерваторія Ла-Сілья                         | Ерік Вальтер Ельст                 |
| (21212) 1994 PG39             | 1994 PG39            | 10 серпня 1994    | Обсерваторія Ла-Сілья                         | Ерік Вальтер Ельст                 |
| (21213) 1994 RL7              | 1994 RL7             | 12 вересня 1994   | Обсерваторія Кітт-Пік                         | Spacewatch                         |
| (21214) 1994 RN7              | 1994 RN7             | 12 вересня 1994   | Обсерваторія Кітт-Пік                         | Spacewatch                         |
| (21215) 1994 UQ               | 1994 UQ              | 31 жовтня 1994    | Обсерваторія Оїдзумі                          | Такао Кобаяші                      |
| (21216) 1994 UZ1              | 1994 UZ1             | 31 жовтня 1994    | Обсерваторія Кушіро                           | Сейджі Уеда, Хіроші Канеда         |
| (21217) 1994 VM1              | 1994 VM1             | 4 листопада 1994  | Обсерваторія Оїдзумі                          | Такао Кобаяші                      |
| (21218) 1994 VP7              | 1994 VP7             | 7 листопада 1994  | Обсерваторія Кушіро                           | Сейджі Уеда, Хіроші Канеда         |
| 21219 Mascagni                | 1994 WV1             | 28 листопада 1994 | Коллеверде ді Ґвідонія                        | Вінченцо Касуллі                   |
| (21220) 1994 WE4              | 1994 WE4             | 30 листопада 1994 | Обсерваторія Оїдзумі                          | Такао Кобаяші                      |
| (21221) 1994 YM1              | 1994 YM1             | 31 грудня 1994    | Обсерваторія Оїдзумі                          | Такао Кобаяші                      |
| (21222) 1995 BT               | 1995 BT              | 23 січня 1995     | Обсерваторія Оїдзумі                          | Такао Кобаяші                      |
| (21223) 1995 DL               | 1995 DL              | 21 лютого 1995    | Обсерваторія Оїдзумі                          | Такао Кобаяші                      |
| (21224) 1995 DM6              | 1995 DM6             | 24 лютого 1995    | Обсерваторія Кітт-Пік                         | Spacewatch                         |
| (21225) 1995 GQ1              | 1995 GQ1             | 1 квітня 1995     | Обсерваторія Кітт-Пік                         | Spacewatch                         |
| (21226) 1995 ON6              | 1995 ON6             | 24 липня 1995     | Обсерваторія Кітт-Пік                         | Spacewatch                         |
| (21227) 1995 QS               | 1995 QS              | 16 серпня 1995    | Обсерваторія Наті-Кацуура                     | Йошісада Шімідзу, Такеші Урата     |
| (21228) 1995 SC               | 1995 SC              | 20 вересня 1995   | Огляд Каталіна                                | Тімоті Спар                        |
| 21229 Сушіл (Susil)           | 1995 SM1             | 22 вересня 1995   | Обсерваторія Ондржейов                        | Ленка Коткова                      |
| (21230) 1995 SK3              | 1995 SK3             | 23 вересня 1995   | Астрономічна обсерваторія Лойяно              | Астрономічна обсерваторія Лойяно   |
| (21231) 1995 SC17             | 1995 SC17            | 18 вересня 1995   | Обсерваторія Кітт-Пік                         | Spacewatch                         |
| (21232) 1995 SH26             | 1995 SH26            | 19 вересня 1995   | Обсерваторія Кітт-Пік                         | Spacewatch                         |
| (21233) 1995 UU3              | 1995 UU3             | 20 жовтня 1995    | Обсерваторія Оїдзумі                          | Такао Кобаяші                      |
| 21234 Накасіма (Nakashima)    | 1995 WG              | 16 листопада 1995 | Обсерваторія Оїдзумі                          | Такао Кобаяші                      |
| (21235) 1995 WG2              | 1995 WG2             | 18 листопада 1995 | Обсерваторія Оїдзумі                          | Такао Кобаяші                      |
| (21236) 1995 WE3              | 1995 WE3             | 20 листопада 1995 | Фарра-д'Ізонцо                                | Фарра-д'Ізонцо                     |
| (21237) 1995 WF5              | 1995 WF5             | 18 листопада 1995 | Обсерваторія Кітамі                           | Кін Ендате, Кадзуро Ватанабе       |
| 21238 Panarea                 | 1995 WV7             | 28 листопада 1995 | Обсерваторія Оїдзумі                          | Такао Кобаяші                      |
| (21239) 1995 WP17             | 1995 WP17            | 17 листопада 1995 | Обсерваторія Кітт-Пік                         | Spacewatch                         |
| (21240) 1995 WP22             | 1995 WP22            | 18 листопада 1995 | Обсерваторія Кітт-Пік                         | Spacewatch                         |
| (21241) 1995 WN33             | 1995 WN33            | 20 листопада 1995 | Обсерваторія Кітт-Пік                         | Spacewatch                         |
| (21242) 1995 WZ41             | 1995 WZ41            | 25 листопада 1995 | Обсерваторія Кушіро                           | Сейджі Уеда, Хіроші Канеда         |
| (21243) 1995 XG1              | 1995 XG1             | 15 грудня 1995    | Обсерваторія Оїдзумі                          | Такао Кобаяші                      |
| (21244) 1995 XU1              | 1995 XU1             | 14 грудня 1995    | Обсерваторія Галеакала                        | AMOS                               |
| (21245) 1995 XQ4              | 1995 XQ4             | 14 грудня 1995    | Обсерваторія Кітт-Пік                         | Spacewatch                         |
| (21246) 1995 YF1              | 1995 YF1             | 21 грудня 1995    | Обсерваторія Оїдзумі                          | Такао Кобаяші                      |
| (21247) 1995 YJ1              | 1995 YJ1             | 21 грудня 1995    | Обсерваторія Оїдзумі                          | Такао Кобаяші                      |
| (21248) 1995 YP1              | 1995 YP1             | 21 грудня 1995    | Обсерваторія Оїдзумі                          | Такао Кобаяші                      |
| (21249) 1995 YX1              | 1995 YX1             | 21 грудня 1995    | Обсерваторія Оїдзумі                          | Такао Кобаяші                      |
| 21250 Камікоті (Kamikouchi)   | 1995 YQ2             | 17 грудня 1995    | Обсерваторія Тітібу                           | Наото Сато                         |
| (21251) 1995 YX3              | 1995 YX3             | 31 грудня 1995    | Обсерваторія Ніхондайра                       | Такеші Урата                       |
| (21252) 1995 YP8              | 1995 YP8             | 18 грудня 1995    | Обсерваторія Кітт-Пік                         | Spacewatch                         |
| (21253) 1996 AX3              | 1996 AX3             | 13 січня 1996     | Обсерваторія Кушіро                           | Сейджі Уеда, Хіроші Канеда         |
| 21254 Джонан (Jonan)          | 1996 BG2             | 24 січня 1996     | Громадська астрономічна обсерваторія Кумамото | Дзюро Кобаясі                      |
| (21255) 1996 CD2              | 1996 CD2             | 15 лютого 1996    | Обсерваторія Галеакала                        | NEAT                               |
| (21256) 1996 CK7              | 1996 CK7             | 14 лютого 1996    | Обсерваторія Азіаґо                           | Уліссе Мунарі, Маура Томбеллі      |
| 21257 Їжні-Чехи (Jizni Cechy) | 1996 DS2             | 26 лютого 1996    | Обсерваторія Клеть                            | Обсерваторія Клеть                 |
| 21258 Хакінс (Huckins)        | 1996 EH1             | 15 березня 1996   | Обсерваторія Галеакала                        | NEAT                               |
| (21259) 1996 ED4              | 1996 ED4             | 11 березня 1996   | Обсерваторія Кітт-Пік                         | Spacewatch                         |
| (21260) 1996 FE               | 1996 FE              | 16 березня 1996   | Обсерваторія Галеакала                        | NEAT                               |
| (21261) 1996 FF               | 1996 FF              | 16 березня 1996   | Обсерваторія Галеакала                        | NEAT                               |
| 21262 Канба (Kanba)           | 1996 HA2             | 24 квітня 1996    | Яцука                                         | Роберт Макнот, Хіросі Абе          |
| (21263) 1996 HJ11             | 1996 HJ11            | 17 квітня 1996    | Обсерваторія Ла-Сілья                         | Ерік Вальтер Ельст                 |
| (21264) 1996 HT16             | 1996 HT16            | 18 квітня 1996    | Обсерваторія Ла-Сілья                         | Ерік Вальтер Ельст                 |
| (21265) 1996 HJ23             | 1996 HJ23            | 20 квітня 1996    | Обсерваторія Ла-Сілья                         | Ерік Вальтер Ельст                 |
| (21266) 1996 HL25             | 1996 HL25            | 20 квітня 1996    | Обсерваторія Ла-Сілья                         | Ерік Вальтер Ельст                 |
| (21267) 1996 JU5              | 1996 JU5             | 11 травня 1996    | Обсерваторія Кітт-Пік                         | Spacewatch                         |
| (21268) 1996 KL1              | 1996 KL1             | 22 травня 1996    | Огляд Каталіна                                | Тімоті Спар                        |
| 21269 Бечіні (Bechini)        | 1996 LG              | 6 червня 1996     | Обсерваторія Пістоїєзе                        | Лучано Тезі, Андреа Боаттіні       |
| 21270 Отокар (Otokar)         | 1996 OK              | 19 липня 1996     | Обсерваторія Клеть                            | Яна Тіха, Мілош Тіхі               |
| (21271) 1996 RF33             | 1996 RF33            | 15 вересня 1996   | Обсерваторія Ла-Сілья                         | Упсала-DLR трояновий огляд         |
| (21272) 1996 SA1              | 1996 SA1             | 18 вересня 1996   | Станція Сінлун                                | SCAP                               |
| (21273) 1996 SW2              | 1996 SW2             | 19 вересня 1996   | Обсерваторія Кітт-Пік                         | Spacewatch                         |
| (21274) 1996 SG4              | 1996 SG4             | 19 вересня 1996   | Станція Сінлун                                | SCAP                               |
| 21275 Тосіясу (Tosiyasu)      | 1996 SJ7             | 23 вересня 1996   | Обсерваторія Наніо                            | Томімару Окуні                     |
| 21276 Феллер (Feller)         | 1996 TF5             | 8 жовтня 1996     | Прескоттська обсерваторія                     | Пол Комба                          |
| (21277) 1996 TO5              | 1996 TO5             | 9 жовтня 1996     | Обсерваторія Галеакала                        | NEAT                               |
| (21278) 1996 TG6              | 1996 TG6             | 5 жовтня 1996     | Станція Сінлун                                | SCAP                               |
| (21279) 1996 TS10             | 1996 TS10            | 9 жовтня 1996     | Обсерваторія Кушіро                           | Сейджі Уеда, Хіроші Канеда         |
| (21280) 1996 TL11             | 1996 TL11            | 11 жовтня 1996    | Обсерваторія Кітамі                           | Кін Ендате                         |
| (21281) 1996 TX14             | 1996 TX14            | 13 жовтня 1996    | Чорч Стреттон                                 | Стівен Лорі                        |
| (21282) 1996 TD15             | 1996 TD15            | 14 жовтня 1996    | Обсерваторія Ґейсей                           | Тсутому Секі                       |
| (21283) 1996 TY46             | 1996 TY46            | 10 жовтня 1996    | Обсерваторія Кітт-Пік                         | Spacewatch                         |
| 21284 Pandion                 | 1996 TC51            | 5 жовтня 1996     | Обсерваторія Ла-Сілья                         | Ерік Вальтер Ельст                 |
| (21285) 1996 UZ               | 1996 UZ              | 20 жовтня 1996    | Обсерваторія Оїдзумі                          | Такао Кобаяші                      |
| (21286) 1996 UB1              | 1996 UB1             | 20 жовтня 1996    | Обсерваторія Оїдзумі                          | Такао Кобаяші                      |
| (21287) 1996 UU3              | 1996 UU3             | 31 жовтня 1996    | Обсерваторія Санта-Лючія Стронконе            | Антоніо Ваньоцці                   |
| (21288) 1996 VW               | 1996 VW              | 3 листопада 1996  | Обсерваторія Ніхондайра                       | Такеші Урата                       |
| 21289 Giacomel                | 1996 VB1             | 3 листопада 1996  | Сормано                                       | Франческо Манка, В. Джуліані       |
| 21290 Видра (Vydra)           | 1996 VR1             | 9 листопада 1996  | Обсерваторія Клеть                            | Мілош Тіхі, Зденек Моравец         |
| (21291) 1996 VG6              | 1996 VG6             | 12 листопада 1996 | Станція Кампо Імператоре                      | Андреа Боаттіні, Фернандо Педічіні |
| (21292) 1996 VQ8              | 1996 VQ8             | 7 листопада 1996  | Обсерваторія Кітамі                           | Кін Ендате, Кадзуро Ватанабе       |
| (21293) 1996 VS8              | 1996 VS8             | 7 листопада 1996  | Обсерваторія Кітамі                           | Кін Ендате, Кадзуро Ватанабе       |
| (21294) 1996 VZ8              | 1996 VZ8             | 7 листопада 1996  | Обсерваторія Кітамі                           | Кін Ендате, Кадзуро Ватанабе       |
| (21295) 1996 VN14             | 1996 VN14            | 5 листопада 1996  | Обсерваторія Кітт-Пік                         | Spacewatch                         |
| (21296) 1996 VV19             | 1996 VV19            | 7 листопада 1996  | Обсерваторія Кітт-Пік                         | Spacewatch                         |
| (21297) 1996 VW29             | 1996 VW29            | 7 листопада 1996  | Обсерваторія Кушіро                           | Сейджі Уеда, Хіроші Канеда         |
| (21298) 1996 VX29             | 1996 VX29            | 7 листопада 1996  | Обсерваторія Кушіро                           | Сейджі Уеда, Хіроші Канеда         |
| (21299) 1996 WC               | 1996 WC              | 16 листопада 1996 | Обсерваторія Оїдзумі                          | Такао Кобаяші                      |
| (21300) 1996 WA1              | 1996 WA1             | 19 листопада 1996 | Обсерваторія Оїдзумі                          | Такао Кобаяші                      |

| ← Астероїди 20001—30000 → |             |             |             |             |             |             |             |             |             |
| 20001—20100               | 21001—21100 | 22001—22100 | 23001—23100 | 24001—24100 | 25001—25100 | 26001—26100 | 27001—27100 | 28001—28100 | 29001—29100 |
| 20101—20200               | 21101—21200 | 22101—22200 | 23101—23200 | 24101—24200 | 25101—25200 | 26101—26200 | 27101—27200 | 28101—28200 | 29101—29200 |
| 20201—20300               | 21201—21300 | 22201—22300 | 23201—23300 | 24201—24300 | 25201—25300 | 26201—26300 | 27201—27300 | 28201—28300 | 29201—29300 |
| 20301—20400               | 21301—21400 | 22301—22400 | 23301—23400 | 24301—24400 | 25301—25400 | 26301—26400 | 27301—27400 | 28301—28400 | 29301—29400 |
| 20401—20500               | 21401—21500 | 22401—22500 | 23401—23500 | 24401—24500 | 25401—25500 | 26401—26500 | 27401—27500 | 28401—28500 | 29401—29500 |
| 20501—20600               | 21501—21600 | 22501—22600 | 23501—23600 | 24501—24600 | 25501—25600 | 26501—26600 | 27501—27600 | 28501—28600 | 29501—29600 |
| 20601—20700               | 21601—21700 | 22601—22700 | 23601—23700 | 24601—24700 | 25601—25700 | 26601—26700 | 27601—27700 | 28601—28700 | 29601—29700 |
| 20701—20800               | 21701—21800 | 22701—22800 | 23701—23800 | 24701—24800 | 25701—25800 | 26701—26800 | 27701—27800 | 28701—28800 | 29701—29800 |
| 20801—20900               | 21801—21900 | 22801—22900 | 23801—23900 | 24801—24900 | 25801—25900 | 26801—26900 | 27801—27900 | 28801—28900 | 29801—29900 |
| 20901—21000               | 21901—22000 | 22901—23000 | 23901—24000 | 24901—25000 | 25901—26000 | 26901—27000 | 27901—28000 | 28901—29000 | 29901—30000 |